# Létavka pardálí
Létavka pardálí, nazývaná také šíronožka bornejská (Rhacophorus pardalis), je žába náležící do čeledi létavkovití (Racophoridae) a rodu létavka (Rhacophorus).

## Výskyt
Obývá část Malajského poloostrova, Sumatru (i přidružené Mentavajské ostrovy), Borneo a filipínské ostrovy Mindanao, Negros, Bohol a Luzon. Vyskytuje se v tropických deštných lesích, přičemž ji lze najít v primárních i sekundárních porostech. Na nepříliš dlouhou dobu může osídlit i oblasti narušené. Obývá stromový baldachýn.

## Popis
Létavka pardálí dosahuje velikosti u samců 39 až 55 mm, samičky měří 55 až 71 mm. Je to středně velký druh se zaobleným čenichem. Prsty mají na konci přísavky a mezi nimi je napnutá blána, kterou jsou vybaveny i končetiny. Pomocí ní může tato žába plachtit; podobnou přemisťovací strategii využívají i jiní zástupci létavkovitých. Zbarvení je na horní straně těla hnědé, možná je i přítomnost skvrn bílého zbarvení- Kůže na hřbetě je hladká. Břicho zrnitého povrchu má potom barvu růžovou. Boky jsou žluté a zdobené skvrnami. Létací blána má barvu červenou. Žába se může podobat skokanovi šplhavému (Hylarana chalconota) a také jiné létavce – druhu Rhacophorus dulitensis (česky létavka sumaterská).

## Chování
O chování této žáby nebylo, i přes rozsáhlý areál výskytu, zjištěno potřebné množství informací, protože létavka vykazuje skrytý způsob života na vrcholcích stromů. Ozývá se krátkým voláním, jež připomíná smích. Samice klade vajíčka do pěnovitého hnízda vytvořeného nad vodní hladinou, přičemž se může přizpůsobit řadě toků, včetně okrajů jezer. Tento způsob chovu je typický pro řadu zástupců z čeledi. Z vajíček se vylíhnou pulci, kteří ve svém vývoji pokračují právě ve vodě. Pulec měří asi 4 cm a mezi populacemi se mohou vyskytnout některé barevné odchylky – zatímco někteří pulci mají barvu nevýraznou, u jiných se může vyvinout kontrastní skvrnité zbarvení.

## Ohrožení
Mezinárodní svaz ochrany přírody hodnotí létavku pardálí jako málo dotčený druh, protože má velkou populaci a rozsáhlý areál výskytu, který se táhne i přes chráněná území. Žába zároveň může prosperovat i v částečně narušených stanovištích. I tak však je druh ohrožen kácením lesů, pro jeho ochranu je klíčové právě zastavení ničení porostů.